# Hypoponera vitiensis
Hypoponera vitiensis är en myrart som först beskrevs av Mann 1921.  Hypoponera vitiensis ingår i släktet Hypoponera och familjen myror. Inga underarter finns listade i Catalogue of Life.